# Maria José Estanco
Maria José Brito Estanco Machado da Luz (Loulé, 26 de marzo de 1905 – Lisboa, 30 de agosto de 1999), conocida como Maria José Estanco, era una arquitecta, profesora, activista por los derechos de las mujeres y pacifista portuguesa, que fue la primera mujer que se graduó en arquitectura en Portugal.

## Trayectoria
Estanco nació en la parroquia de São Clemente, en el concejo de Loulé, en el Algarve y era hija de Maria da Conceição de Brito Estanco y de Joaquim Francisco do Estanco. Comenzó formándose como profesora de educación secundaria y luego ingresó en el curso de Pintura de la Academia de Bellas Artes de Lisboa.
En un viaje que realizó con su madre a Brasil cuando tenía 21 años, Estanco fue testigo del nacimiento de Marília, una nueva ciudad en el interior del estado de São Paulo. Por ello, cuando regresó a Lisboa, decidió abandonar el curso de pintura y matricularse en arquitectura, siendo la única mujer de su curso.
Terminó sus estudios de Arquitectura en 1935 y en 1942 defendió su proyecto fin de carrera "Una escuela de jardín en el Algarve", convirtiéndose en la primera mujer portuguesa en obtener el título de arquitecta. Un logro que apareció publicado en diarios de prensa nacional de Portugal, como O Século, y en la portada de la revista Arquitectura Portuguesa e Cerâmica e Edificação, que publicó su proyecto. Un año después, la también pionera Maria José Marques da Silva se convirtió en la primera mujer en obtener el título de arquitecta en la Universidad de Oporto.
A pesar de sus éxitos académicos, y de ganar el premio al Mejor Estudiante de Arquitectura en 1942, Estanco nunca llegó a ejercer como arquitecta ante las reticencias a que una mujer ejerciera una profesión, hasta el momento copada por hombres. Incluso llegó a ser caricaturizada en los periódicos. Por todo ello, terminó dedicando su vida a la enseñanza en varias escuelas y colegios como el D. Filipa de Lencastre, Maria Amélia Vaz de Carvalho, Passos Manuel y en el Instituto Odivelas. También impartió clases de dibujo y pintura gratuitas para los presos de la prisión de Linhó.
El 12 de abril de 1930, se casó con el pintor neorrealista Raimundo Machado da Luz (1903-1985) con quien tuvo un hijo el 26 de abril de 1942, el también arquitecto y crítico de cine Manuel José Estanco Machado da Luz que falleció el 12 de septiembre de 1997 lo que la marcó emocionalmente. Estanco falleció dos años después en Lisboa, el 30 de agosto de 1999.

## Reconocimientos
En 1942, Estanco fue reconocida como la mejor estudiante de arquitectura en la Academia de Bellas Artes de Lisboa. Cinco década más tarde, recibió la Distinción de Honor del Movimiento Democrático de Mujeres. En 2009, la ciudad de Lisboa puso una calle con su nombre, la Rua Maria José Estanco, situada entre Azinhaga da Torre do Fato y Rua Prista Monteiro, en la parroquia de Carnide (Lisboa).